# Aeródromo de São Filipe
El Aeropuerto de São Filipe (en portugués Aeródromo de São Filipe)  (IATA: SFL, OACI: GVSF) es el cuarto aeropuerto más usado de Cabo Verde y se encuentra en la isla de Fogo, al sureste de la ciudad de São Filipe unido por carretera directamente con la ciudad y cerca del Océano Atlántico y da servicio a toda la isla. Las dos últimas letras del código ICAO representan São Filipe. El aeropuerto fue inaugurado entre mediados y finales del siglo XX.

## Aerolíneas y destinos
| Ciudades por países | Nombre del aeropuerto                   | Aerolíneas                            | Aeronaves | Frecuencias semanales |        |
| África              | África                                  | África                                | África    | África                | África |
| ------------------- | --------------------------------------- | ------------------------------------- | --------- | --------------------- | ------ |
| Cabo Verde          |                                         |                                       |           |                       |        |
| Praia               | Aeropuerto Internacional Nelson Mandela | Bestfly Cabo Verde Cabo Verde Express | L-410     |                       |        |
| Isla de Sal         | Aeropuerto Internacional Amílcar Cabral | Cabo Verde Express                    | L-410     |                       |        |

Vuelos actualizados a abril de 2017

## Estadísticas
Ver fuente y consulta Wikidata.